# Otto Dumke
Otto Dumke (* 29. April 1887 in Berlin; † 24. Mai 1913 ebenda) war ein deutscher Fußballspieler.

## Karriere

### Vereine
Dumke gehörte von 1905 bis 1912 – abgesehen von einer einmonatigen Unterbrechungszeit, als er in Diensten des BTuFC Britannia 1892 stand – dem BTuFC Viktoria 89 an, für den er in den vom Verband Berliner Ballspielvereine, ab der Saison 1911/12 in den vom Verband Brandenburgischer Ballspielvereine ausgetragenen Meisterschaften zum Einsatz kam.
Mit dem Verein erlebte er seine erfolgreichste Zeit als Fußballspieler; er gewann dreimal in Folge die Berliner Meisterschaft und noch einmal am Saisonende 1911. Infolgedessen nahm er auch an den jeweiligen Endrunden um die Deutsche Meisterschaft teil, in denen er insgesamt elf Spiele bestritt und fünf Tore erzielte. Verlor er noch am 19. Mai 1907 in Mannheim das Finale mit 1:3 gegen den Freiburger FC, so gewann er dieses am 7. Juni 1908 in Berlin mit 3:1 gegen den FC Stuttgarter Cickers. Nachdem das Finale am 30. September 1909 in Breslau erneut – mit 2:4 gegen den Karlsruher FC Phönix – verloren wurde, gewann er dieses am 4. Juni 1911 in Dresden mit 3:1 gegen den VfB Leipzig.

### Auswahl-/Nationalmannschaft
Als Spieler der Auswahlmannschaft des Verbandes Berliner Ballspielvereine nahm er zweimal am Wettbewerb um den Kronprinzenpokal teil. Nach Siegen im Viertel- und Halbfinale verlor er das am 18. April 1909 in Berlin erstmals ausgetragene Finale eines deutschen Fußball-Pokalwettbewerbs gegen die Auswahlmannschaft des Verbandes Mitteldeutscher Ballspiel-Vereine mit 1:3. Auch im Folgejahr verlor er nach Siegen im Viertel- und Halbfinale das am 10. April 1910 in Berlin ausgetragene Finale gegen die Auswahlmannschaft des Verbandes Süddeutscher Fußball-Vereine mit 5:6 n. V.
Dumke, der über eine ansehnliche Ballbehandlung verfügte und Zug zum Tor hatte, wurde aufgrund seiner speziellen Art der Ballbehandlung auch „Schieber“ genannt. Verborgen blieben seine Qualitäten nicht bei den wichtigen Leuten, die für die Nationalmannschaft zuständig waren.
So kam er im Jahr 1911 zu zwei Länderspieleinsätzen gegen die Nationalmannschaft Schwedens. Sein Debüt am 18. Juni in Solna krönte er beim 4:2-Sieg gleich mit drei Toren; damit war er der erste Nationalspieler des DFB, dem dies gelang. In der Begegnung am 29. Oktober in Hamburg blieb er bei der 1:3-Niederlage jedoch ohne Torerfolg.

## Erfolge
- Deutscher Meister 1908, 1911
- Berliner Meister 1907, 1908, 1909, 1911
- Kronprinzenpokal-Finalist 1909, 1910

## Sonstiges
Dumke verstarb nach längerem Krankenlager am 24. Mai 1913 an einer Lungenerkrankung. Er ist damit der erste Nationalspieler der deutschen Fußballgeschichte, der verstorben ist.